# Brasil en los Juegos Olímpicos de Montreal 1976
Brasil estuvo representado en los Juegos Olímpicos de Montreal 1976 por un total de 79 deportistas, 72 hombres y 7 mujeres, que compitieron en 12 deportes.
El portador de la bandera en la ceremonia de apertura fue el atleta João Carlos de Oliveira.

## Medallistas
El equipo olímpico brasileño obtuvo las siguientes medallas:
| Nombre                       | Deporte   | Competición       |
| ---------------------------- | --------- | ----------------- |
| Oro                          |           |                   |
| —                            |           |                   |
| Plata                        |           |                   |
| —                            |           |                   |
| Bronce                       |           |                   |
| João Carlos de Oliveira      | Atletismo | Triple Salto M    |
| Reinaldo Conrad Peter Ficker | Vela      | Flying Dutchman M |